# Narcissa Rickman
Narcissa Rickman (nascida Nicholson; 13 de setembro de 1855 – 21 de outubro de 1968) foi uma supercentenária americana não verificada que na época de sua morte poderia ter sido a pessoa viva mais velha do mundo. Ela também foi a quarta pessoa a chegar aos 113 anos, depois de Delina Filkins, Betsy Baker e Mary Kelly.

## Biografia
Narcissa nasceu em uma cabana em Rosman, Condado de Transylvania, Carolina do Norte, filha de Evan Pearson Nicholson e Rebecca Elizabeth Nicholson. Ele tinha um irmão mais novo, Witt Nicholson (9 de outubro de 1873 – 10 de setembro de 1977) que viveu até os 103 anos. Ela se casou com Nicholas Rickman em 1882. Ela era professora de uma Escola Dominical. Nicholas faleceu em 1901.
No seu 112.º aniversário, foi mencionado que ela tinha quatro pés de altura. Ela morava com uma neta na época. Ela ainda era sociável e mentalmente alerta em 1967. No entanto, ela caiu e quebrou o quadril em junho de 1967. Ela tinha quebrado seu quadril já quando ela tinha 95 anos de idade. Rickman foi posteriormente levada para o hospital, onde permaneceu por 13 dias. Ela teve que usar uma cadeira de rodas. Ela também fraturou algumas costelas. Ela não poderia ler livros mais por muito tempo. Ela gostava de ler a Bíblia e as enciclopédias. Ela atribuiu sua longevidade ao "bom senhor".
Ela passou seu aniversário de 113 anos em um hospital para um caso de resfriado comum.
Rickman morreu em 21 outubro 1968 aos 113 anos e 38 dias.